# 百合剧院

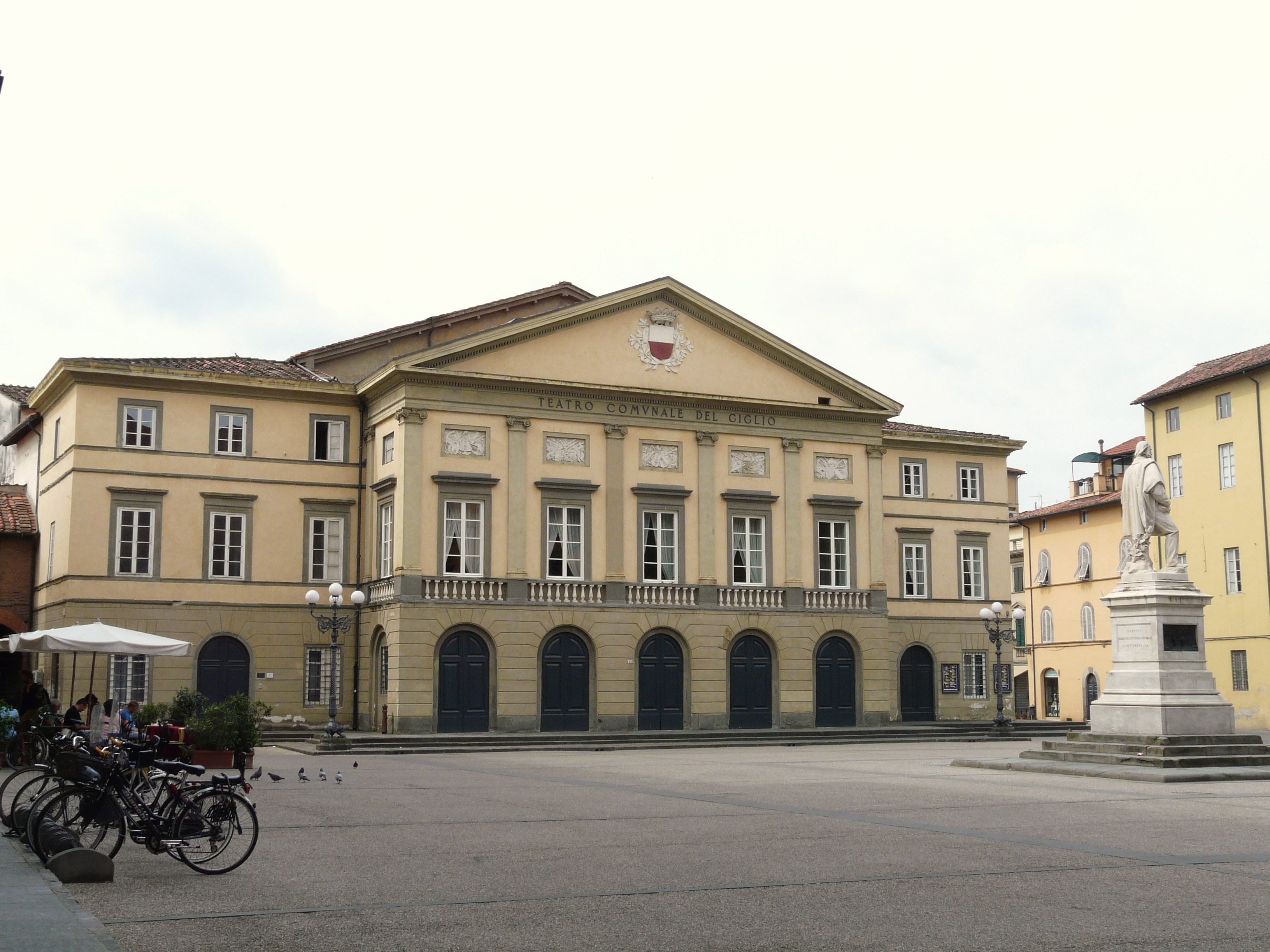
百合剧院

百合剧院（Teatro del Giglio）是意大利卢卡中心历史悠久的剧院，位于百合广场13-15号。

## 历史
公共剧院（Teatro Pubblico）创办于1675年，被大火烧毁后重建。拿破仑战争后，此处沦为废墟。1818年在此由乔瓦尼·拉扎里尼建造新的剧院，一座新古典主义建筑。
在19世纪，剧场进行更新，于1872年加入煤气照明，1911年的电灯.第一次世界大战期间关闭了两年。1980年代进行整修。加里波第的雕像矗立在剧院前的广场。